# The Drive
The Drive è una serie offensiva nella finale della AFC giocata l'11 gennaio 1987 al Cleveland Municipal Stadium tra i Denver Broncos e i Cleveland Browns della National Football League. Il quarterback dei Broncos John Elway, in un arco di 5 minuti e 2 secondi, guidò la sua squadra a percorrere 98 yard di campo, pareggiando la partita a 37 secondi dalla fine dei tempi regolamentari. Denver vinse la partita ai supplementari con un field goal, fissando il risultato sul 23-20 finale.
Il drive da 98 yard è diventato la serie di giocate decisive nel football professionistico per eccellenza. Elway e i Broncos in quell'arco di tempo percorsero quasi tutte le 100 yard del campo da football. Secondo un articolo dell'editorialista di Sports Illustrated e residente del Colorado Rick Reilly, quando Elway iniziò il drive, l'offensive guard dei Broncos Keith Bishop disse dei Browns: "Li abbiamo portati nella situazione che volevamo!". Degno di nota il fatto che i Browns non riuscirono a forzare alcun quarto down in quel drive contro i Broncos.

## Giocata per giocata
I Browns si erano portati in vantaggio per 20-13 e i Broncos pasticciarono quando si trattò di ritornare il successivo kickoff quando Elway prese il controllo della serie offensiva su una situazione di primo down&dieci sulla propria linea delle 2 yard e con 5 minuti e 32 secondi al termine della gara che avrebbe assegnato alla squadra vincente un posto nel Super Bowl XXI contro i New York Giants.
1. Primo down e 10, linea delle 2 yard di Denver. Sammy Winder passaggio da 5 yard da Elway.
2. Secondo down e 5, linea delle 7 yard di Denver. Winder corsa da 3 yard.
3. Terzo down e 2, linea delle 10 yard di Denver. Winder corsa da 2 yard.
4. Primo down e 10, linea delle 12 yard di Denver. Winder corsa da 3 yard.
5. Secondo down e 7, linea delle 15 yard di Denver. Elway corsa da 11 yard.
6. Primo down e 10, linea delle 26 yard di Denver. Steve Sewell passaggio da 22 yard da Elway.
7. Primo down e 10, linea delle 48 yard di Denver. Steve Watson passaggio da 12 yard da Elway.

Two-minute warning
1. Primo down e 10, linea delle 40 yard di Cleveland (1:59 rimanenti). Passaggio incompleto di Elway, destinato a Vance Johnson.
2. Secondo down e 10, linea delle 40 yard di Cleveland (1:52 rimanenti). Dave Puzzuoli sack su Elway, perdita di 8 yard.
3. Terzo down e 18, linea delle 48 yard di Cleveland (1:47 rimanenti). Mark Jackson passaggio da 20 yard da Elway.
4. Primo down e 10, linea delle 28 yard di Cleveland (1:19 rimanenti). Passaggio incompleto di Elway, destinato Watson.
5. Secondo down e 10, linea delle 28 yard di Cleveland (1:10 rimanenti). Steve Sewell passaggio da 14 yard da Elway.
6. Primo down e 10, linea delle 14 yard di Cleveland (0:57 rimanenti). Passaggio incompleto di Elway, destinato a Watson.
7. Secondo down e 10, linea delle 14 yard di Cleveland (0:42 rimanenti). John Elway corsa da 9 yard (scramble).
8. Terzo down e 1, linea delle 5 yard di Cleveland 5 (0:39 rimanenti). Mark Jackson passaggio da 5 yard da Elway in touchdown. Rich Karlis segna l'extra point che pareggia la partita.

## Arbitri
- Capo-arbitro: Chuck Heberling (46)
- Umpire: Gordon Wells (89)
- Head Linesman: Ed Marion (26)
- Line Judge: Bill Reynolds (53)
- Side Judge: Gary Lane (120)
- Back Judge: Ben Tompkins (52)
- Field Judge: Johnny Grier (23)

## Nella cultura di massa
Il Drive fu rappresentato nel film Un tuffo nel passato ma, a causa dell'effetto farfalla, Jackson fu distratto da uno scoiattolo e non fu in grado di effettuare la ricezione decisiva, così Cleveland vinse la gara. Fu inaccuratamente detto che la gara venne disputata nel 1986 (quando invece si disputò nel gennaio 1987). Nel film si deduce che la gara sia giocata di sera, ma quando Karlis segnò il field goal della vittoria, c'era ancora la luce del giorno a Cleveland.